# Dynastia Orańska-Nassau

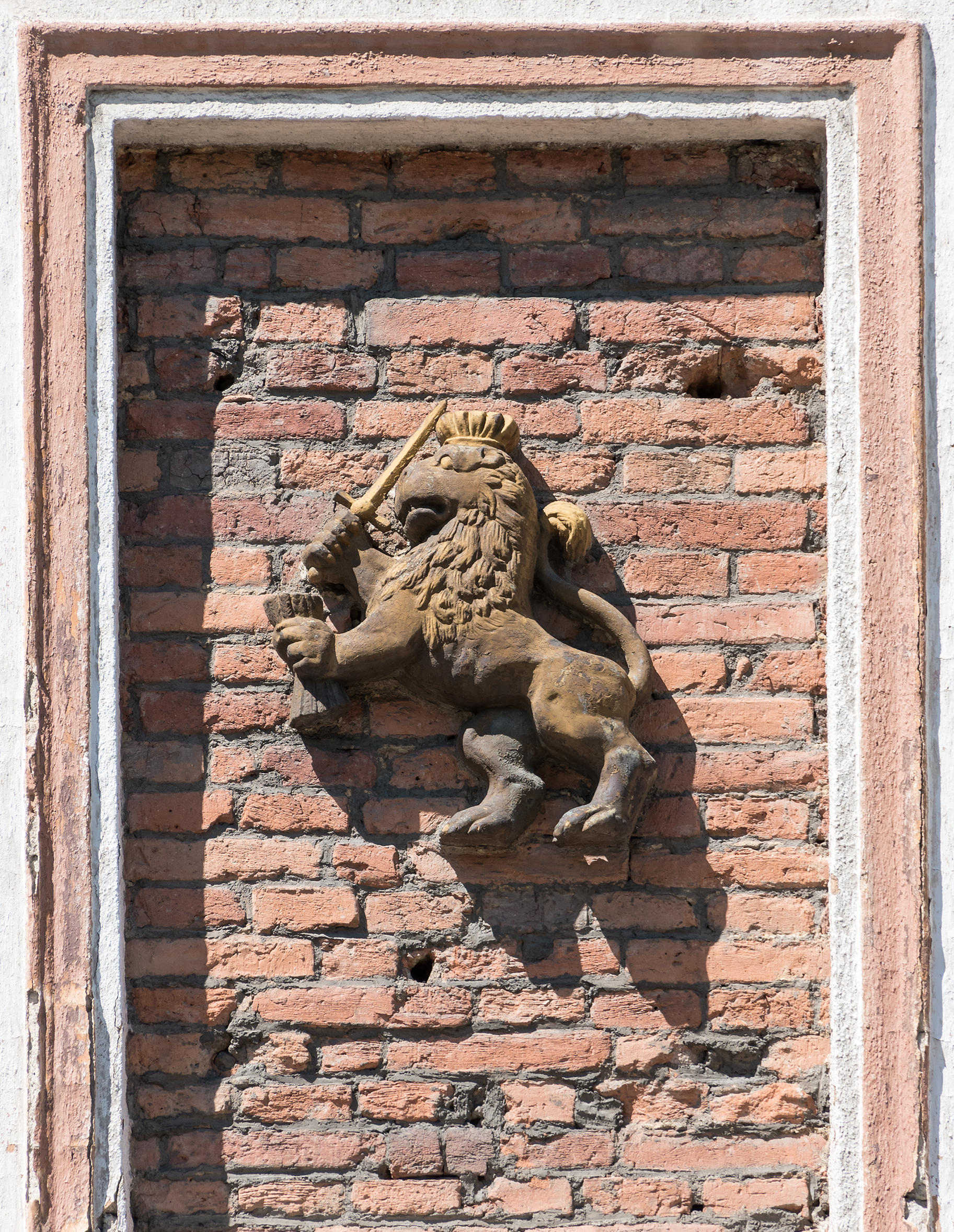
Herb rodu Oranje-Nassau w Stroniu Śląskim

Dynastia Orańska-Nassau (nid. Oranje-Nassau, ang. i fr. Orange-Nassau) – rodzina panująca w Holandii od czasów Wilhelma I Orańskiego, który zorganizował powstanie przeciwko Hiszpanii i uzyskał niepodległość Niderlandów.

## Obecni członkowie
- Księżniczka Beatrix, dawniej królowa
  - Król i królowa Holandii
    - Księżniczka Oranii, córka króla i królowej
    - Księżniczka Alexia, córka króla i królowej
    - Księżniczka Ariane, córka króla i królowej

  - Księżna Mabel, wdowa po księciu Friso
    - Hrabianka Luana, wnuczka królowej Beatrix
    - Hrabianka Zaria, wnuczka królowej Beatrix

  - Książę Konstantyn i Księżna Laurencja, najmłodszy syn królowej Beatrix i jego żona
    - Hrabianka Heloiza, wnuczka królowej Beatrix
    - Hrabia Klaus-Kazimierz, wnuk królowej Beatrix
    - Hrabianka Eleonora, wnuczka królowej Beatrix
- Księżniczka Irena, siostra królowej Beatrix
- Księżniczka Margriet, siostra królowej Beatrix

## Dzieje rodu
Ród powstał w wyniku małżeństwa Henryka III – niemieckiego księcia Nassau-Breda i Klaudii de Châlon-Orange z francuskiej Burgundii. Ich syn René de Châlon pierwszy przyjął rodowe nazwisko „Orange-Nassau”. Pod koniec XVII w. przedstawiciel rodziny, Wilhelm III Orański, zasiadł na tronie brytyjskim.
Władcy z dynastii Orańskiej-Nassau:
- Wilhelm I Holenderski (1815–1840)
- Wilhelm II Holenderski (1840–1849)
- Wilhelm III Holenderski (1849–1890)
- Wilhelmina (1890–1948)
- Juliana (1948–1980)
- Beatrycze (1980–2013)
- Wilhelm-Aleksander (od 2013)